# Chus Martínez
Chus Martínez (Ponteceso, 1972) és una comissària gallega que és directora de l'Institute of Art de l'FHNW Academy of Art and Design de Basilea (Suïssa). Va estudiar filosofia i història de l'art. Anteriorment ha sigut conservadora en cap a El Museo del Barrio de Nova York, cap de departament i membre del Core Agent Group a la dOCUMENTA(13), conservadora en cap del MACBA (2008-11), directora de la Frankfurter Kunstverein (2005-08) i directora artística de la Sala Rekalde de Bilbao (2002-05). Ha participat en la Biennal de Venècia del 2005 i ha sigut assessora curatorial del Carnegie International i de la 29a Biennal de São Paulo. Paral·lelament, ha comissariat nombroses exposicions durant el seu pas per la Frankfurter Kunstverein i el MACBA, i també en altres institucions, com el Museu d'Art Reina Sofia de Madrid. Chus Martínez imparteix conferències, escriu regularment assajos crítics en catàlegs i és col·laboradora habitual d'Artforum, entre altres revistes d'art internacionals.